# Persone di nome Mattia
| Questa pagina contiene informazioni ricavate automaticamente dalle voci biografiche con l'ausilio del template Bio e di un bot. L'aggiornamento è periodico e automatico e ricostruisce completamente la pagina. Se manca una persona in questa lista, sei pregato di non aggiungerla, ma accertati piuttosto che la sua voce biografica contenga il template Bio e che i dati anagrafici siano correttamente compilati. Se il template Bio manca, inseriscilo tu stesso o, in alternativa, metti l'avviso {{tmp\|Bio}} che ne segnala la mancanza. Se i dati riportati sono sbagliati, correggi direttamente la voce biografica; le modifiche saranno visibili in questa lista entro pochi giorni. Per chiarimenti vedi il progetto antroponimi. La lista contiene solo le 148 persone che sono citate nell'enciclopedia e per le quali è stato implementato correttamente il template Bio. Pagina aggiornata al 22 lug 2025. |

Questa è una lista di persone presenti nell'enciclopedia che hanno il nome Mattia, suddivise per attività principale.

## Allenatori di calcio(2)
- Mattia Croci-Torti, allenatore di calcio e ex calciatore svizzero (Mendrisio, n. 1982)
- Mattia Graffiedi, allenatore di calcio e ex calciatore italiano (Cesenatico, n. 1980)

## Attori(2)
- Mattia Sbragia, attore italiano (Roma, n. 1952)
- Mattia Zaccaro Garau, attore italiano (Roma, n. 1988)

## Avvocati(1)
- Mattia Limoncelli, avvocato, poeta e politico italiano (Salerno, n. 1880)

## Baritoni(2)
- Mattia Battistini, baritono italiano (Roma, n. 1856 - Contigliano, † 1928)
- Mattia Olivieri, baritono italiano (Sassuolo, n. 1984)

## Biatleti(1)
- Mattia Cola, ex biatleta italiano (Sondalo, n. 1984)

## Bobbisti(1)
- Mattia Variola, bobbista italiano (San Vito al Tagliamento, n. 1995)

## Calciatori(30)
- Mattia Aramu, calciatore italiano (Cirié, n. 1995)
- Mattia Bani, calciatore italiano (Borgo San Lorenzo, n. 1993)
- Mattia Caldara, calciatore italiano (Bergamo, n. 1994)
- Mattia Cassani, ex calciatore italiano (Borgomanero, n. 1983)
- Mattia Cerruti, calciatore italiano (Campo Ligure, n. 1899 - Campomorone, † 1981)
- Mattia Compagnon, calciatore italiano (Remanzacco, n. 2001)
- Mattia De Sciglio, calciatore italiano (Milano, n. 1992)
- Mattia Destro, calciatore italiano (Ascoli Piceno, n. 1991)
- Mattia Felici, calciatore italiano (Roma, n. 2001)
- Mattia Finotto, calciatore italiano (Pieve di Soligo, n. 1992)
- Mattia Giardi, calciatore sammarinese (n. 1991)
- Mattia Maggio, calciatore italiano (Nürtingen, n. 1994)
- Mattia Maita, calciatore italiano (Messina, n. 1994)
- Mattia Marchesetti, calciatore italiano (Crema, n. 1983)
- Mattia Masi, ex calciatore sammarinese (n. 1984)
- Mattia Bottani, calciatore svizzero (Lugano, n. 1991)
- Mattia Minesso, calciatore italiano (Cittadella, n. 1990)
- Mattia Montini, calciatore italiano (Frosinone, n. 1992)
- Mattia Mustacchio, calciatore italiano (Chiari, n. 1989)
- Mattia Perin, calciatore italiano (Latina, n. 1992)
- Mattia Proietti, calciatore italiano (Torino, n. 1992)
- Mattia Serafini, ex calciatore italiano (Fano, n. 1983)
- Mattia Sprocati, ex calciatore italiano (Monza, n. 1993)
- Mattia Stefanelli, calciatore sammarinese (San Marino, n. 1993)
- Mattia Valoti, calciatore italiano (Vicenza, n. 1993)
- Mattia Vitale, calciatore italiano (Bologna, n. 1997)
- Mattia Viti, calciatore italiano (Borgo San Lorenzo, n. 2002)
- Mattia Viviani, calciatore italiano (Brescia, n. 2000)
- Mattia Zaccagni, calciatore italiano (Cesena, n. 1995)
- Mattia Zanotti, calciatore italiano (Brescia, n. 2003)

## Cantautori(3)
- Maler, cantautore italiano (Isola della Scala, n. 1972)
- Mr. Rain, cantautore e rapper italiano (Desenzano del Garda, n. 1991)
- Briga, cantautore e rapper italiano (Roma, n. 1989)

## Cestisti(4)
- Mattia Da Campo, cestista italiano (Bassano del Grappa, n. 1997)
- Mattia Palumbo, cestista italiano (Roma, n. 2000)
- Mattia Soloperto, ex cestista italiano (Portomaggiore, n. 1980)
- Mattia Udom, cestista italiano (Bagno a Ripoli, n. 1993)

## Chitarristi(1)
- Mattia Coletti, chitarrista e produttore discografico italiano

## Ciclisti su strada(5)
- Mattia Bais, ciclista su strada italiano (Rovereto, n. 1996)
- Mattia Cattaneo, ciclista su strada italiano (Alzano Lombardo, n. 1990)
- Mattia Frapporti, ex ciclista su strada italiano (Gavardo, n. 1994)
- Mattia Gavazzi, ex ciclista su strada italiano (Iseo, n. 1983)
- Mattia Viel, ex ciclista su strada e pistard italiano (Torino, n. 1995)

## Combinatisti nordici(1)
- Mattia Runggaldier, ex combinatista nordico italiano (Bolzano, n. 1992)

## Compositori(3)
- Mattia Forte, compositore italiano (Capriglia, n. 1866 - Salerno, † 1923)
- Mattia Stabingher, compositore e flautista italiano (Firenze, n. 1739 - Venezia, † 1815)
- Mattia Vento, compositore e clavicembalista italiano (Napoli, n. 1735 - Londra, † 1776)

## Condottieri(1)
- Mattia del Riccio, condottiero italiano

## Conduttori televisivi(1)
- Mattia Boschetti, conduttore televisivo, scenografo e conduttore radiofonico italiano (Cremona, n. 1973)

## Dirigenti sportivi(3)
- Mattia Biso, dirigente sportivo, allenatore di calcio e ex calciatore italiano (Milano, n. 1977)
- Mattia Collauto, dirigente sportivo e ex calciatore italiano (Venezia, n. 1973)
- Mattia Notari, dirigente sportivo e ex calciatore italiano (Como, n. 1979)

## Doppiatori(2)
- Mattia Fabiano, doppiatore italiano (Roma, n. 2002)
- Mattia Nissolino, doppiatore italiano (Roma, n. 1997)

## Fantini(1)
- Mattia Mancini, fantino italiano (n. 1745 - † 1780)

## Fondisti(1)
- Mattia Pellegrin, ex fondista italiano (Cavalese, n. 1989)

## Fumettisti(1)
- Labadessa, fumettista italiano (Napoli, n. 1993)

## Giocatori di baseball(1)
- Mattia Reginato, giocatore di baseball italiano (Latina, n. 1990)

## Giocatori di curling(1)
- Mattia Giovanella, giocatore di curling italiano (Trento, n. 1997)

## Giocatori di football americano(1)
- Mattia Parlangeli, giocatore di football americano italiano (Bologna, n. 1988)

## Giornalisti(3)
- Mattia Calandrelli, giornalista, scrittore e filologo italiano (Sassano, n. 1844 - Buenos Aires, † 1919)
- Mattia Cavadini, giornalista e scrittore svizzero (Sorengo, n. 1970)
- Mattia Feltri, giornalista italiano (Bergamo, n. 1969)

## Giuristi(1)
- Mattia Moresco, giurista e politico italiano (Genova, n. 1877 - Borgio Verezzi, † 1946)

## Hockeisti su ghiaccio(1)
- Mattia Bianchi, ex hockeista su ghiaccio svizzero (Lugano, n. 1984)

## Hockeisti su pista(4)
- Mattia Cocco, hockeista su pista italiano (Valdagno, n. 1984)
- Mattia Gori, hockeista su pista italiano (Lodi, n. 1997)
- Mattia Taiti, hockeista su pista italiano (Forte dei Marmi, n. 2005)
- Mattia Verona, hockeista su pista italiano (Pietrasanta, n. 1997)

## Hockeisti su slittino(1)
- Mattia Desilvestro, hockeista su slittino italiano (Cavalese, n. 1993)

## Imprenditori(1)
- Mattia Farina, imprenditore e politico italiano (Baronissi, n. 1879 - Baronissi, † 1961)

## Ingegneri(2)
- Mattia Binotto, ingegnere e dirigente sportivo italiano (Losanna, n. 1969)
- Mattia de Rossi, ingegnere e architetto italiano (Roma, n. 1637 - Roma, † 1695)

## Karateka(1)
- Mattia Busato, karateka italiano (Mirano, n. 1993)

## Kickboxer(1)
- Mattia Faraoni, kickboxer e pugile italiano (Roma, n. 1991)

## Letterati(1)
- Mattia Butturini, letterato, latinista e grecista italiano (Salò, n. 1752 - † 1817)

## Librettisti(1)
- Mattia Verazi, librettista italiano (Roma - Monaco di Baviera, † 1794)

## Lunghisti(1)
- Mattia Furlani, lunghista e ex altista italiano (Marino, n. 2005)

## Matematici(1)
- Mattia Azzarelli, matematico italiano (Spello, n. 1811 - Roma, † 1897)

## Mezzofondisti(1)
- Mattia Padovani, mezzofondista italiano (n. 1995)

## Nuotatori(4)
- Mattia Aversa, nuotatore italiano (Napoli, n. 1986)
- Mattia Nalesso, nuotatore italiano (Dolo, n. 1981)
- Mattia Pesce, ex nuotatore italiano (Treviso, n. 1989)
- Mattia Zuin, nuotatore italiano (Padova, n. 1996)

## Ostacolisti(1)
- Mattia Contini, ostacolista italiano (Livorno, n. 1994)

## Pallavolisti(4)
- Mattia Boninfante, pallavolista italiano (Venezia, n. 2004)
- Mattia Bottolo, pallavolista italiano (Bassano del Grappa, n. 2000)
- Mattia Gottardo, pallavolista italiano (Cittadella, n. 2001)
- Mattia Rosso, pallavolista italiano (Cuneo, n. 1985)

## Pattinatori di short track(1)
- Mattia Antonioli, pattinatore di short track italiano (Lecco, n. 1996)

## Piloti automobilistici(1)
- Mattia Drudi, pilota automobilistico italiano (Rimini, n. 1998)

## Piloti motociclistici(3)
- Mattia Casadei, pilota motociclistico italiano (Rimini, n. 1999)
- Mattia Martella, pilota motociclistico italiano (Atri, n. 1991)
- Mattia Pasini, pilota motociclistico italiano (Rimini, n. 1985)

## Pistard(1)
- Mattia Pinazzi, pistard e ciclista su strada italiano (Colorno, n. 2001)

## Pittori(5)
- Mattia Bortoloni, pittore italiano (Canda, n. 1696 - Bergamo, † 1750)
- Mattia De Mare, pittore italiano (San Cipriano d'Aversa, n. 1712 - Roma, † 1773)
- Mattia Lampi, pittore austriaco (Monguelfo, n. 1697 - Romeno, † 1780)
- Mattia Preti, pittore italiano (Taverna, n. 1613 - La Valletta, † 1699)
- Mattia Traverso, pittore italiano (Genova, n. 1885 - Genova, † 1956)

## Politici(7)
- Mattia Coppola, politico italiano (Casal di Principe, n. 1922)
- Mattia Crucioli, politico italiano (Genova, n. 1976)
- Mattia Fantinati, politico italiano (Nogara, n. 1975)
- Mattia Farina, politico italiano (Baronissi, n. 1822 - Baronissi, † 1909)
- Mattia Montecchi, politico e patriota italiano (Roma, n. 1816 - Londra, † 1871)
- Mattia Mor, politico, attore e dirigente d'azienda italiano (Genova, n. 1981)
- Mattia Palazzi, politico italiano (Mantova, n. 1978)

## Presbiteri(1)
- Mattia de Paoli, presbitero e scrittore italiano (Cellole, n. 1770 - Cellole, † 1831)

## Rapper(1)
- Rondodasosa, rapper italiano (Magenta, n. 2002)

## Registi(1)
- Mattia Mura, regista cinematografico italiano (Cecina, n. 1992)

## Religiosi(1)
- Mattia della Robbia, religioso e scultore italiano (Firenze, n. 1468 - † 1534)

## Rugbisti a 15(2)
- Mattia Bellini, rugbista a 15 italiano (Padova, n. 1994)
- Mattia Dolcetto, ex rugbista a 15 e allenatore di rugby a 15 italiano (Rovigo, n. 1978)

## Santi(1)
- Mattia, santo (Giudea - Gerusalemme)

## Sassofonisti(1)
- Mattia Cigalini, sassofonista e compositore italiano (Ponte dell'Olio, n. 1989)

## Sceneggiatori(1)
- Mattia Torre, sceneggiatore, commediografo e regista italiano (Roma, n. 1972 - Roma, † 2019)

## Sciatori alpini(1)
- Mattia Casse, sciatore alpino italiano (Moncalieri, n. 1990)

## Scrittori(1)
- Mattia Signorini, scrittore italiano (Badia Polesine, n. 1980)

## Scultori(2)
- Mattia Carneri, scultore e architetto italiano (Trento, n. 1592 - Trento, † 1674)
- Mattia Moreni, scultore e pittore italiano (Pavia, n. 1920 - Brisighella, † 1999)

## Skeletonisti(1)
- Mattia Gaspari, skeletonista italiano (Pieve di Cadore, n. 1993)

## Sovrani(2)
- Mattia Corvino, sovrano ungherese (Cluj-Napoca, n. 1443 - Vienna, † 1490)
- Mattia d'Asburgo, re (Vienna, n. 1557 - Vienna, † 1619)

## Tennisti(1)
- Mattia Bellucci, tennista italiano (Busto Arsizio, n. 2001)

## Teologi(2)
- Mattia Flacio Illirico, teologo tedesco (Albona, n. 1520 - Francoforte sul Meno, † 1575)
- Mattia Aquario, teologo italiano (Aquara - Napoli, † 1591)

## Tuffatori(1)
- Mattia Placidi, tuffatore italiano (Roma, n. 1990)

## Umanisti(1)
- Mattia Palmerio, umanista, filologo e storico italiano (Pisa, n. 1423 - Roma, † 1483)

## Velisti(1)
- Mattia Camboni, velista italiano (Civitavecchia, n. 1996)

## Vescovi(1)
- Mattia di Gerusalemme, vescovo e santo ebreo antico (Gerusalemme, † 120)

## Vescovi cattolici(4)
- Mattia di Trakai, vescovo cattolico lituano (Vilnius, † 1453)
- Mattia Agostino Mengacci, vescovo cattolico italiano (Sant'Angelo in Vado, n. 1801 - Civita Castellana, † 1872)
- Mattia Ugoni, vescovo cattolico italiano (Brescia, n. 1445 - Brescia, † 1535)
- Mattia Vicario, vescovo cattolico italiano (Fontanetto Po, n. 1849 - Novara, † 1906)

## Senza attività specificata(5)
- Mattia di Bretagna, conte
- Mattia I di Lorena, duca francese (Villers-lès-Nancy, † 1176)
- Mattia II di Lorena, duca francese († 1251)
- Mattia Nazareni, monaca cristiana italiana (Matelica, n. 1253 - Matelica, † 1320)
- Mattia Pegorari, ex sciatore freestyle italiano (Tirano, n. 1983)